# Tour de Drenthe femenino
El Tour de Drenthe femenino (oficialmente: Ronde van Drenthe) es una carrera ciclista que se disputa anualmente en la provincia holandesa de Drenthe. Es la versión femenina de la carrera del mismo nombre.
La carrera fue creada en el año 2007 y es parte de un tríptico de carreras junto con la Drentse 8 van Dwingeloo y la Novilon Euregio Cup, siendo el Tour de Drenthe femenino la más prestigiosa de todas ellas al ser puntuable desde su creación para la Copa del Mundo femenina y desde 2016 para el UCI WorldTour Femenino.
Entre el 2008 y el 2010 la competencia fue llamada oficialmente Univé Ronde van Drenthe (debido al patrocinio de dicha compañía aseguradora neerlandesa) y desde 2013 hasta 2015 Boels Rental Ronde van Drenthe  (debido al patrocinio de dicha compañía de alquiler de maquinaria industrial neerlandesa).
Tiene unos 140 km, algo menos de 60 km que su homónima masculina cuando esa es carrera de un día aunque con similares características.

## Palmarés
| Año                          | Ganador           | Segundo              | Tercero             |           |
| ---------------------------- | ----------------- | -------------------- | ------------------- | --------- |
| Tour de Drenthe              |                   |                      |                     |           |
| 2007                         | Adrie Visser      | Élodie Touffet       | Marianne Vos        |           |
| Univé Tour de Drenthe        |                   |                      |                     |           |
| 2008                         | Chantal Beltman   | Marianne Vos         | Ina Teutenberg      |           |
| 2009                         | Emma Johansson    | Loes Gunnewijk       | Chantal Blaak       |           |
| 2010                         | Loes Gunnewijk    | Annemiek van Vleuten | Giorgia Bronzini    |           |
| Tour de Drenthe              |                   |                      |                     |           |
| 2011                         | Marianne Vos      | Kirsten Wild         | Giorgia Bronzini    |           |
| 2012                         | Marianne Vos      | Kirsten Wild         | Emma Johansson      |           |
| Boels Rental Tour de Drenthe |                   |                      |                     |           |
| 2013                         | Marianne Vos      | Ellen van Dijk       | Emma Johansson      |           |
| 2014                         | Lizzie Armitstead | Anna van der Breggen | Shelley Olds        |           |
| 2015                         | Jolien D'Hoore    | Amy Pieters          | Ellen van Dijk      |           |
| Tour de Drenthe              |                   |                      |                     |           |
| 2016                         | Chantal Blaak     | Gracie Elvin         | Trixi Worrack       |           |
| 2017                         | Amalie Dideriksen | Elena Cecchini       | Lucinda Brand       |           |
| 2018                         | Amy Pieters       | Alexis Ryan          | Chloe Hosking       |           |
| 2019                         | Marta Bastianelli | Chantal Blaak        | Ellen van Dijk      |           |
| 2020                         | cancelada         | cancelada            | cancelada           | cancelada |
| 2021                         | Lorena Wiebes     | Elena Cecchini       | Eleonora Gasparrini |           |
| 2022                         | Lorena Wiebes     | Elisa Balsamo        | Lotte Kopecky       |           |
| 2023                         | Lorena Wiebes     | Susanne Andersen     | Maike van der Duin  |           |
| 2024                         | Lorena Wiebes     | Elisa Balsamo        | Puck Pieterse       |           |

## Palmarés por países
| País         | Victorias |
| ------------ | --------- |
| Países Bajos | 12        |
| Suecia       | 1         |
| Reino Unido  | 1         |
| Bélgica      | 1         |
| Dinamarca    | 1         |
| Italia       | 1         |